# Otema Allimadi
Erifasi Otema Allimadi (ur. 11 lutego 1929, zm. 5 sierpnia 2001 w Kampali) – ugandyjski dyplomata i polityk, premier Ugandy od 18 grudnia 1980 do 27 lipca 1985.
Podczas II wojny światowej służył jako medyk. Następnie studiował korespondencyjnie na Oxfordzie. W 1954 ożenił się, miał syna i cztery córki.
Należał do jednych ze współzałożycieli Ludowego Kongresu Ugandy. Od 1964 do 1966 był zastępcą stałego przedstawiciela Ugandy przy ONZ, od 1966 do 1971 – stałym przedstawicielem, a także ambasadorem na Stany Zjednoczone i Kanadę. Następnie przebywał na wygnaniu w Tanzanii aż do 1979, kiedy do przyczynił się do obalenia Idiego Amina. W 1979 został szefem dyplomacji, po zwycięstwie Miltona Obote w wyborach prezydenckich powołany w grudniu 1980 na stanowisko premiera. Utracił je po zamachu stanu w lipcu 1985 i udał się na wygnanie. W 1991 powrócił do kraju i pozostawał doradcą prezydenta Yoweri Museveniego.